# Liste der denkmalgeschützten Objekte in Wien/Donaustadt
Die Liste der denkmalgeschützten Objekte in Wien-Donaustadt enthält die 127 denkmalgeschützten unbeweglichen Objekte des 22. Wiener Gemeindebezirks Donaustadt.

## Denkmäler
| Foto |                 | Denkmal | Standort                                                                                           | Beschreibung | Metadaten |
| ---- | --------------- | --- | -------------------------------------------------------------------------------------------------- | --- | --- |
| ja   | Datei hochladen | Schule der Stadt Wien HERIS-ID: 49283 Objekt-ID: 52927                                                                  | Asperner Heldenplatz 3 Standort KG: Aspern                                                         | Das Schulgebäude direkt gegenüber der Asperner Pfarrkirche wurde 1877 errichtet. | BDA-Hist.: Q38033534 Status: § 2a Stand der BDA-Liste: 2025-06-30 Name: Schule der Stadt Wien GstNr.: 348/5 Schule Asperner Heldenplatz |
| ja   | Datei hochladen | Museum Aspern 1809, ehem. Sebastianskapelle HERIS-ID: 56536 Objekt-ID: 66008                                            | Asperner Heldenplatz 9 Standort KG: Aspern                                                         | Die Kapelle wurde um 1670 erbaut und diente 1782 als Beinhaus. 1979 erfolgte eine Restaurierung und Umgestaltung zum Museum. Der zweijochige Innenraum verfügt über eine Pilastergliederung und ein Kreuzgratgewölbe. | BDA-Hist.: Q38072880 Status: § 2a Stand der BDA-Liste: 2025-06-30 Name: Museum Aspern 1809, ehem. Sebastianskapelle GstNr.: 2/2 Museum Aspern 1809, Sebastianskapelle |
| ja   | Datei hochladen | Kath. Pfarrkirche hl. Martin HERIS-ID: 49282 Objekt-ID: 52926                                                           | Asperner Heldenplatz 9 Standort KG: Aspern                                                         | Das ursprüngliche Kirchengebäude von Aspern befand sich im Osten der Ortschaft und wurde 1670 bei einer Überschwemmung zerstört. Nachdem die neue, im Westen von Aspern errichtet Kirche 1809 im Zuge der Schlacht bei Aspern schwer in Mitleidenschaft gezogen wurde, erfolgte von 1810 bis 1813 der Wiederaufbau. | BDA-Hist.: Q1392968 Status: § 2a Stand der BDA-Liste: 2025-06-30 Name: Kath. Pfarrkirche hl. Martin GstNr.: 2/4, 4/1 Asperner Pfarrkirche |
| ja   | Datei hochladen | Asperner Kirchhof, ehem. Ortsfriedhof, heute Park HERIS-ID: 65497 Objekt-ID: 78340                                      | Asperner Heldenplatz 9 Standort KG: Aspern                                                         | Der ursprüngliche Asperner Friedhof befand sich in Form eines Kirchhofs direkt neben der Pfarrkirche. 1892 wurde der neue Asperner Friedhof jenseits der Langobardenstraße angelegt. Der alte Kirchhof wurde in eine Parkanlage umgewandelt, einige Grab- und Gedenksteine sind noch heute vorhanden. | BDA-Hist.: Q38110547 Status: § 2a Stand der BDA-Liste: 2025-06-30 Name: Asperner Kirchhof, ehem. Ortsfriedhof, heute Park GstNr.: 4/4 |
| ja   | Datei hochladen | Figur, hl. Johannes Nepomuk HERIS-ID: 65373 Objekt-ID: 78197 Wien Kulturgut: 47636                                      | bei Asperner Heldenplatz 9 Standort KG: Aspern                                                     | Die zwischen der Asperner Pfarrkirche und dem Pfarrhof stehende Johannes-Nepomuk-Figur stammt aus dem Jahr 1753. | BDA-Hist.: Q38110201 Status: § 2a Stand der BDA-Liste: 2025-06-30 Name: Figur, hl. Johannes Nepomuk GstNr.: 1191/2 |
| ja   | Datei hochladen | Ereignisdenkmal, Löwe von Aspern HERIS-ID: 65374 Objekt-ID: 78198 Wien Kulturgut: 47649                                 | bei Asperner Heldenplatz 9 Standort KG: Aspern                                                     | Der Löwe von Aspern wurde 1858 von Anton Dominik Fernkorn errichtet. Das Kriegerdenkmal befindet sich vor der Pfarrkirche am Asperner Heldenplatz und erinnert an die gefallenen Soldaten der Schlacht bei Aspern im Jahr 1809. | BDA-Hist.: Q1879867 Status: § 2a Stand der BDA-Liste: 2025-06-30 Name: Ereignisdenkmal, Löwe von Aspern GstNr.: 4/4 Löwe von Aspern |
| ja   | Datei hochladen | Christus Salvator-Figur HERIS-ID: 65375 Objekt-ID: 78199 Wien Kulturgut: 47660                                          | bei Asperner Heldenplatz 9 Standort KG: Aspern                                                     | Die 1829 errichtete Christusstatue befindet sich in einer kleinen Grünanlage vor der Asperner Pfarrkirche. Ursprünglich stand sie auf dem alten Friedhof neben der Kirche. | BDA-Hist.: Q38110215 Status: § 2a Stand der BDA-Liste: 2025-06-30 Name: Christus Salvator-Figur GstNr.: 1191/1 Asperner Pfarrkirche - Salvator |
| ja   | Datei hochladen | Wegkapelle, ehem. Rochuskapelle HERIS-ID: 65498 Objekt-ID: 78341                                                        | bei Aspernstraße 119 Standort KG: Aspern                                                           | Der Ortsrandpfeiler stammt aus der zweiten Hälfte des 18. Jahrhunderts. Etwa um 1900 wurde die in einer Rundbogennische aufgestellte Figur des hl. Antonius geschaffen. Über dieser Nische befindet sich eine kleinere Nische mit einem Mosaik einer Rochusdarstellung. | BDA-Hist.: Q38110557 Status: § 2a Stand der BDA-Liste: 2025-06-30 Name: Wegkapelle, ehem. Rochuskapelle GstNr.: 7/3 Former St. Roch chapel, Aspernstraße |
| ja   | Datei hochladen | Siedlungen Müllnermais und Neues Leben Müllnermais HERIS-ID: 49284 Objekt-ID: 52928                                     | Donatelloweg 1–20 Standort KG: Aspern                                                              | Im Zuge der Siedlerbewegung der 1920er Jahre entstand 1921/22 nach Entwürfen des Architekten Wilhelm Baumgarten die Reihenhaussiedlung Neues Leben (29 Wohneinheiten, kein Teil des Schutzobjekts). 1924 wurde südlich davon die ebenfalls von Wilhelm Baumgarten geplante Siedlung Am Müllnermais (50 Wohneinheiten) errichtet, welche 1927/28 nach Entwürfen von Wilhelm Peterle um weitere 54 Wohneinheiten ergänzt wurde. Siehe auch Wulzendorf. | BDA-Hist.: Q123937922 Status: § 2a Stand der BDA-Liste: 2025-06-30 Name: Siedlungen Müllnermais und Neues Leben Müllnermais GstNr.: 1066/84, 1066/85 Siedlung Am Müllnermais |
| ja   | Datei hochladen | Wohnhaus, Haus Schnabl HERIS-ID: 41518 Objekt-ID: 42013                                                                 | Flachsweg 27 Standort KG: Aspern                                                                   | Das Haus wurde 1931 von Adolf Loos für seine Haushälterin Mitzi Schnabl entworfen. Der kubische, zweigeschoßige Bau in Holzbauweise hat ein Flachdach. | BDA-Hist.: Q38001426 Status: Bescheid Stand der BDA-Liste: 2025-06-30 Name: Wohnhaus, Haus Schnabl GstNr.: 1087/113 Haus Schnabl, Aspern |
| ja   | Datei hochladen | Wegkapelle HERIS-ID: 65570 Objekt-ID: 78421                                                                             | neben Jägermaiszufahrt 1 Standort KG: Aspern                                                       | Der Ortsrandpfeiler im Süden der ehemaligen Ortschaft Aspern wurde etwa in der zweiten Hälfte des 18. Jahrhunderts geschaffen. In einer Rundbogennische befinden sich eine Marienstatue und ein Kruzifix. | BDA-Hist.: Q38110813 Status: § 2a Stand der BDA-Liste: 2025-06-30 Name: Wegkapelle GstNr.: 401/68 |
| ja   | Datei hochladen | Wohnhaus der Gemeinde Wien HERIS-ID: 65569 Objekt-ID: 78420 Wiener Wohnen: 1532                                         | Langobardenstraße 207 Standort KG: Aspern                                                          | Der Gemeindebau wurde von 1932 bis 1933 nach den Entwürfen von Adolf Stöckl errichtet. Mit nur 20 Wohnungen ist er die kleinste kommunale Wohnanlage der heutigen Donaustadt. Bemerkenswert sind die glasierten Puttenreliefs an zwei Eckfenstern. | BDA-Hist.: Q2359987 Status: § 2a Stand der BDA-Liste: 2025-06-30 Name: Wohnhaus der Gemeinde Wien GstNr.: 1189/6 Wohnhausanlage Langobardenstraße 207 |
| ja   | Datei hochladen | Franzosenkreuz HERIS-ID: 41521 Objekt-ID: 42016                                                                         | bei Oberdorfstraße 2 Standort KG: Aspern                                                           | Dieser aus dem frühen 18. Jhdt. stammende kapellenartige Breitpfeiler mit vergitterter Rundbogenöffnung hat ein hervorspringendes Satteldach, das von einem Doppelkreuz mit einer Blechsilhouette des Hl. Sebastian bekrönt ist. Seitlich befinden sich rundbogige Blendfelder, hinten ein Relief Erzherzog Karl in der Schlacht bei Aspern, das vermutlich aus dem Jahr 1879 stammt. Im Inneren befinden sich ein Kruzifix und eine Pietà. | BDA-Hist.: Q38001451 Status: Bescheid Stand der BDA-Liste: 2025-06-30 Name: Franzosenkreuz GstNr.: 1189/9 Franzosenkreuz Aspern |
| ja   | Datei hochladen | Schule der Stadt Wien HERIS-ID: 49277 Objekt-ID: 52921                                                                  | Oberdorfstraße 2 Standort KG: Aspern                                                               | Die Schule wurde 1934 erbaut und zeigt Formen, die auf den Heimatstil zurückgreifen. Im Foyer befindet sich eine dekorative Bauinschrift. | BDA-Hist.: Q38033511 Status: § 2a Stand der BDA-Liste: 2025-06-30 Name: Schule der Stadt Wien GstNr.: 1189/9 Schule Oberdorfstraße |
| ja   | Datei hochladen | Hauszeichen, Relieftondi HERIS-ID: 74426 Objekt-ID: 87828                                                               | Quadenstraße 6–8 Standort KG: Aspern                                                               | Die Wohnhausanlage Quadenstraße 6–8 erstreckt sich über die KGs Aspern und Hirschstetten. Sie ist Teil des Rudolf-Huber-Hofs. Oberhalb der Eingangstüren dieser Siedlung befinden sich einige Hauszeichen von Hubert Pfaffenbichler, Joana Steinlechner-Bichler, Peppino Wieternik und Otto Zechner, alle 1969/70 entstanden. Separat geschützt ist ein Ätzglaszyklus von Reimo Wukounig. | BDA-Hist.: Q38134663 Status: § 2a Stand der BDA-Liste: 2025-06-30 Name: Hauszeichen, Relieftondi GstNr.: 1272/7 |
| ja   | Datei hochladen | Artilleristen-Denkmal HERIS-ID: 65635 Objekt-ID: 78489                                                                  | Siegesplatz Standort KG: Aspern                                                                    | Der Obelisk wurde 1909 zur Hundertjahrfeier der Schlacht bei Aspern von Richard Hillebrand errichtet. Ein ca. 50 kg schwerer Bronzeadler an der Spitze wurde im Zweiten Weltkrieg abgenommen. | BDA-Hist.: Q38111038 Status: § 2a Stand der BDA-Liste: 2025-06-30 Name: Artilleristen-Denkmal GstNr.: 1194/6 |
| ja   | Datei hochladen | Siedlung Kriegerheimstätte HERIS-ID: 65637 Objekt-ID: 78491                                                             | Spandlgasse 32 bis 70 (gerade Nrn.) Standort KG: Aspern                                            | Die in den Jahren 1923 bis 1927 nach Plänen von Karl Schartelmüller im Anschluss an die kleinere „Siedlung Kagran“ errichtete genossenschaftliche Siedlungsanlage mit 1014 Wohnungen und zahlreichen Gemeinschaftseinrichtungen und Geschäftslokalen wurde nach 1938 bzw. 1945 mehrfach erweitert und bildet heute die größte Genossenschaftssiedlung Wiens. | BDA-Hist.: Q1625764 Status: § 2a Stand der BDA-Liste: 2025-06-30 Name: Siedlung Kriegerheimstätte GstNr.: 573/50, 573/52, 573/54, 573/56, 573/58, 573/60, 573/62, 573/64, 573/66, 573/67, 573/70, 573/72, 573/74, 573/76, 573/78, 573/80, 573/82, 573/84, 573/86, 573/90 |
| ja   | Datei hochladen | Bastion, Napoleonschanze HERIS-ID: 41517 Objekt-ID: 42012                                                               | Untere Mühlau Standort KG: Aspern                                                                  | Napoleons Schanze, angeblich die größte dieser Art in Europa, bildete hier den Brückenkopf. 400 Reiter und 5500 Soldaten überquerten hier eine Pontonbrücke, bis sie brach und teilweise vom Hochwasser weggerissen wurde. Anmerkung: Bis 2011 unter der ID ArD-9-005 geführt | BDA-Hist.: Q38001419 Status: Bescheid Stand der BDA-Liste: 2025-06-30 Name: Bastion, Napoleonschanze GstNr.: 780/3 |
| ja   | Datei hochladen | Kunst am Bau, Bronzeplastik „Spielendes Kind“ HERIS-ID: 66545 Objekt-ID: 79443 Wien Kulturgut: 41843                    | Wimpffengasse 37–39 Standort KG: Aspern                                                            | Im ersten Hof des von 1957 bis 1959 errichteten Gemeindebaus befindet sich die 1958/60 von Eva Mazzucco geschaffene Bronzeplastik Spielendes Kind. | BDA-Hist.: Q38113420 Status: § 2a Stand der BDA-Liste: 2025-06-30 Name: Kunst am Bau, Bronzeplastik „Spielendes Kind“ GstNr.: 110/6 |
| ja   | Datei hochladen | Bildstock, Pietà HERIS-ID: 65365 Objekt-ID: 78189                                                                       | vor Breitenleer Straße 217 Standort KG: Breitenlee                                                 | Der Bildstock mit Pietà-Darstellung stammt aus dem Jahr 1757. | BDA-Hist.: Q38110152 Status: § 2a Stand der BDA-Liste: 2025-06-30 Name: Bildstock, Pietà GstNr.: 171/3 |
| ja   | Datei hochladen | Schottenhof, Breitenleer Pfarrhof HERIS-ID: 49184 Objekt-ID: 52821                                                      | Breitenleer Straße 247 Standort KG: Breitenlee                                                     | Der ehemalige Gutshof wurde im 17. Jhdt. erbaut und um 1900 umgebaut. Das rundbogige Einfahrtsportal mit Kugel- und Pinienaufsätzen und Madonnenfigur in einer Nische ist mit 1698 bezeichnet. Zur Anlage gehört auch noch das Hauptgebäude und ein ehemaliger Schüttkasten. | BDA-Hist.: Q38033198 Status: § 2a Stand der BDA-Liste: 2025-06-30 Name: Schottenhof, Breitenleer Pfarrhof GstNr.: 8, 9, 10 |
| ja   | Datei hochladen | Breitenleer Pfarrkirche hl. Anna HERIS-ID: 65361 Objekt-ID: 78185                                                       | Oleandergasse 1 Standort KG: Breitenlee                                                            | Erbaut wurde die Kirche 1697–1699 unter dem Schottenabt Sebastian Faber. Es ist ein schlichter barocker Saalbau mit Zweiturmfront, ähnlich der Schottenkirche. Die Einrichtung stammt größtenteils aus der Bauzeit, das Hochaltarbild ist allerdings von Josef Straka aus dem Jahr 1887. | BDA-Hist.: Q906388 Status: § 2a Stand der BDA-Liste: 2025-06-30 Name: Breitenleer Pfarrkirche hl. Anna GstNr.: 13 Breitenleer Pfarrkirche |
| ja   | Datei hochladen | Kirchlicher Bau HERIS-ID: 65364 Objekt-ID: 78188                                                                        | Oleandergasse 1 Standort KG: Breitenlee                                                            | Dieser Bau ist das Pfarrheim / Pfadfinderheim der Breitenleer Pfarrkirche St. Anna und war ursprünglich ein Gutshof des Schottenstifts. Er stammt vom Ende des 17. Jahrhunderts mit Umbauten um 1900. Der Bau ist schlicht mit Walmdach und Steingewändefenster und einigen kappen- und stichkappentonnengewölbten Räumen. | BDA-Hist.: Q38110143 Status: § 2a Stand der BDA-Liste: 2025-06-30 Name: Kirchlicher Bau GstNr.: 14 |
| ja   | Datei hochladen | Breitenleer geistlicher Friedhof HERIS-ID: 65488 Objekt-ID: 78331                                                       | bei Oleandergasse 1 Standort KG: Breitenlee                                                        | Auf dem 1807 errichteten Kirchenfriedhof werden die Geistlichen des Schottenstiftes begraben. | BDA-Hist.: Q38110538 Status: § 2a Stand der BDA-Liste: 2025-06-30 Name: Breitenleer geistlicher Friedhof GstNr.: 13 |
| ja   | Datei hochladen | Kath. Pfarrkirche St. Claret-Ziegelhof HERIS-ID: 65486 Objekt-ID: 78329                                                 | Quadenstraße 53 Standort KG: Breitenlee                                                            | 1980 wurde dieser Entwurf der Ateliergemeinschaft IGIRIEN (Werner Appelt, Franz E. Kneissl und Elsa Prochazka) als „Kirchliche Mehrzweckhalle“ realisiert. Um einen mittleren überhöhten Raum sind Nebenräume durch Faltwände abtrennbar. Nach demselben Muster wurde auch die Kirche St. Christoph am Rennbahnweg erbaut. | BDA-Hist.: Q2317789 Status: § 2a Stand der BDA-Liste: 2025-06-30 Name: Kath. Pfarrkirche St. Claret GstNr.: 648/1 |
| ja   | Datei hochladen | Bildstock, Dickes Kreuz, Wampertes Kreuz, Weißes Kreuz HERIS-ID: 65542 Objekt-ID: 78387                                 | gegenüber Breitenleer Straße 436 Standort KG: Eßling                                               | Es handelt sich um einen massiven Bildstock mit nach Osten gerichteter Nische. Laut Volksmund wurde ein Marchfelder Edelmann von einem Herzog zu einem Kriegszug verpflichtet. Beim Abschied von seiner Frau schwor dieser, sollte er jemals wieder gesund vom Krieg heimkehren, dann würde er an dieser Stelle ein Marterl errichten. | BDA-Hist.: Q38110704 Status: § 2a Stand der BDA-Liste: 2025-06-30 Name: Bildstock, Dickes Kreuz, Wampertes Kreuz, Weißes Kreuz GstNr.: 527/5 Wampertes Kreuz, Neuessling |
| ja   | Datei hochladen | Kath. Pfarrkirche, hl. Josef (ohne Innenausstattung) HERIS-ID: 49286 Objekt-ID: 52930                                   | Esslinger Hauptstraße 74 Standort KG: Eßling                                                       | Die im Jahre 1937 nach den Plänen des Architekten Heinrich Vana errichtete Kirche bezieht Reste der Vorgängerkirche (errichtet von 1828 bis 1831) mit ein. Die Kirche wurde im Jahre 1946 zur Pfarrkirche erhoben. | BDA-Hist.: Q1368933 Status: § 2a Stand der BDA-Liste: 2025-06-30 Name: Kath. Pfarrkirche, hl. Josef (ohne Innenausstattung) GstNr.: 1 Esslinger Pfarrkirche |
| ja   | Datei hochladen | Schloss Eßling HERIS-ID: 40592 Objekt-ID: 40561                                                                         | Esslinger Hauptstraße 81-87 Standort KG: Eßling                                                    | Das Schloss wurde urkundlich erstmals 1287 erwähnt, der heutige Bau geht auf das späte 17. Jahrhundert zurück und wurde nach Zerstörungen in den Napoleonischen Kriegen wiederhergestellt. Es ist ein langgestreckter zweigeschoßiger mit Gesimsen und Platten gegliederter Bau, die Mittelachse ist durch einen Giebel, sowie Nutung und Rahmen hervorgehoben. | BDA-Hist.: Q1439349 Status: Bescheid Stand der BDA-Liste: 2025-06-30 Name: Schloss Eßling GstNr.: 45/2, 45/3 Schloss Essling |
| ja   | Datei hochladen | Schule der Stadt Wien HERIS-ID: 49289 Objekt-ID: 52933                                                                  | Fatty-George-Gasse 2 Standort KG: Eßling                                                           | Die Schule stammt aus dem Jahr 1897 und wurde mehrfach erweitert, unter anderem 1934 sowie 1953/54. Der Kernbau weist altdeutsches Dekor auf. | BDA-Hist.: Q38033558 Status: § 2a Stand der BDA-Liste: 2025-06-30 Name: Schule der Stadt Wien GstNr.: 89 |
| ja   | Datei hochladen | Schüttkasten von Schloss Eßling HERIS-ID: 65634 Objekt-ID: 78488                                                        | Simonsgasse 3, östlich Standort KG: Eßling                                                         | Dies ist einer der letzten Schüttkästen in Wien. Es ist ein mächtiger dreigeschoßiger Bau mit Satteldach aus dem zweiten Viertel des 18. Jahrhunderts. An der Giebelwand befindet sich eine Sonnenuhr mit Wandmalerei. | BDA-Hist.: Q64765008 Status: Bescheid Stand der BDA-Liste: 2025-06-30 Name: Schüttkasten von Schloss Eßling GstNr.: 208/3 Schüttkasten Essling |
| ja   | Datei hochladen | WC-Anlage HERIS-ID: 63809 Objekt-ID: 76498                                                                              | Jazzpark Essling Standort KG: Eßling                                                               | Die von Wilhelm Beetz 1912 errichtete WC-Anlage befand sich ursprünglich am Laubeplatz in Favoriten und wurde nach seiner Restaurierung 2005 im Jazzpark Essling aufgestellt. Seither beherbergt sie einen Ausstellungspavillon des Vereins Kulturfleckerl Essling. | BDA-Hist.: Q38104347 Status: § 2a Stand der BDA-Liste: 2025-06-30 Name: WC-Anlage GstNr.: 174/5 |
| ja   | Datei hochladen | WC-Pavillon HERIS-ID: 73200 Objekt-ID: 86487seit 2012                                                                   | Jazzpark Essling Standort KG: Eßling                                                               | Der von Wilhelm Beetz 1912 errichtete WC-Pavillon befand sich ursprünglich bei der Endstelle der Straßenbahnlinie 43 in Neuwaldegg im 17. Bezirk und wurde nach seiner Restaurierung 2005 im Jazzpark Essling aufgestellt. Seither beherbergt er das Jazzmuseum Fatty George Jazzmus des Vereins Kulturfleckerl Essling. | BDA-Hist.: Q38132154 Status: § 2a Stand der BDA-Liste: 2025-06-30 Name: WC-Pavillon GstNr.: 174/5 |
| ja   | Datei hochladen | Maschinenhalle und Kraftzentrale der ehem. Berliner Union-Elektrizitäts-Gesellschaft HERIS-ID: 47063 Objekt-ID: 49593   | Dr.-Otto-Neurath-Gasse 3 Standort KG: Hirschstetten                                                | Die beiden Hallen wurden 1899 von Alois Schumacher erbaut. Sie sind in Sichtziegelformen gehalten, die Giebelfronten und Dachstühle sind Eisenkonstruktionen. Die Fronten sind reich dekoriert mit Rundbogen- und Rosettenfenstern. Anmerkung: Zwei getrennte Gebäude, allerdings in einem Industriebautenensemble (Industriehof Stadlau) | BDA-Hist.: Q38025443 Status: Bescheid Stand der BDA-Liste: 2025-06-30 Name: Maschinenhalle und Kraftzentrale der ehem. Berliner Union-Elektrizitäts-Gesellschaft GstNr.: 155/9, 155/1 Industriehof Stadlau |
| ja   | Datei hochladen | Maschinenhaus, Großmaschinenhalle der AEG HERIS-ID: 47086 Objekt-ID: 49624                                              | Dr.-Otto-Neurath-Gasse 7 Standort KG: Hirschstetten                                                | Die monumentale langgestreckte Ständerhalle mit Mansardsatteldach wurde von 1917 bis 1921 nach Plänen des Stuttgarter Architekten Philipp Jakob Manz von der A. Porr G.m.b.H. und der Allgemeinen Österreichischen Baugesellschaft für die A.E.G-Union Elektrizitäts-Gesellschaft errichtet. Anmerkung: Teil des Industriebautenensembles Industriehof Stadlau | BDA-Hist.: Q38025544 Status: Bescheid Stand der BDA-Liste: 2025-06-30 Name: Maschinenhaus, Großmaschinenhalle der AEG GstNr.: 155/4 Großmaschinenhalle, Industriehof Stadlau |
| ja   | Datei hochladen | Evang. Bekenntniskirche A.B. HERIS-ID: 49265 Objekt-ID: 52907                                                           | Erzherzog-Karl-Straße 145-147 Standort KG: Hirschstetten                                           | Erbaut wurde die Kirche von Sepp Schuster 1955/56. Sie ist eine schlichte Saalkirche mit Giebel, Fassadenturm und flachem Chorschluss. | BDA-Hist.: Q815010 Status: § 2a Stand der BDA-Liste: 2025-06-30 Name: Evang. Bekenntniskirche A.B. GstNr.: 316/52 Bekenntniskirche (Wien) |
| ja   | Datei hochladen | ehem. Städtisches Warmbad HERIS-ID: 41519 Objekt-ID: 42014                                                              | Genochplatz 11 Standort KG: Hirschstetten                                                          | Das ehemalige Städtisches Wannen- und Brausebad, 1927/28 nach Plänen von Otto Nadel errichtet, wurde in den letzten Jahren nur noch gewerblich genutzt. | BDA-Hist.: Q38001434 Status: Bescheid Stand der BDA-Liste: 2025-06-30 Name: ehem. Städtisches Warmbad GstNr.: 520/8 |
| ja   | Datei hochladen | Mosaik „Ornament“ HERIS-ID: 66537 Objekt-ID: 79435 Wien Kulturgut: 41606                                                | Hartlebengasse 1-17 Standort KG: Hirschstetten                                                     | Die Natursteinmosaike Ornament stammen aus den Jahren 1960/62 von Gustav Hessing. | BDA-Hist.: Q38113362 Status: § 2a Stand der BDA-Liste: 2025-06-30 Name: Mosaik „Ornament“ GstNr.: 351/2 |
| ja   | Datei hochladen | Skulptur HERIS-ID: 66568 Objekt-ID: 79471 Wien Kulturgut: 41969                                                         | Hartlebengasse 1-17 Standort KG: Hirschstetten                                                     | Die Skulptur Technische Parolen ist eine freistehende Betonwand mit graphischen Darstellungen auf Terrakottaplatten. Sie stammt aus den Jahren 1960/65 von Kurt Moldovan. | BDA-Hist.: Q38113641 Status: § 2a Stand der BDA-Liste: 2025-06-30 Name: Skulptur GstNr.: 351/2 Technische Parolen |
| ja   | Datei hochladen | Johannes Nepomuk Kapelle HERIS-ID: 65561 Objekt-ID: 78412                                                               | Hirschstettner Straße 74 Standort KG: Hirschstetten                                                | In der 1779 erbauten Kapelle auf quadratischem Grundriss mit Volutengiebel, die durch Pilaster und Gesimse gegliedert ist, befindet sich hinter einer Holztür mit Gittern eine Nepomukstatue aus dem Jahr 1737. In der Kapelle sind Wandmalereien, die Szenen aus dem Leben des Heiligen zeigen. | BDA-Hist.: Q38110778 Status: Bescheid Stand der BDA-Liste: 2025-06-30 Name: Johannes Nepomuk Kapelle GstNr.: 114 Johann-Nepomuk-Kapelle, Hirschstetten |
| ja   | Datei hochladen | Ehem. Schloss Hirschstetten/Missionshaus Claretiner mit ehem. Schlosskapelle HERIS-ID: 49262 Objekt-ID: 52904           | Hirschstettner Straße 91, 91A, 93 Standort KG: Hirschstetten                                       | Die ehemalige Schlosskapelle wurde 1739 an den Osttrakt des Schlosses angebaut. Sie ist ein rechteckig ummantelter Zentralbau mit Apsis und niedrigeren seitlichen Anbauten. Der ovale Mittelraum ist von einer mit Rahmen-, Felder- und Rosettendekoration geschmückter Hängekuppel über vier Pfeilern bekrönt. | BDA-Hist.: Q1720156 Status: § 2a Stand der BDA-Liste: 2025-06-30 Name: Ehem. Schloss Hirschstetten/Missionshaus Claretiner mit ehem. Schlosskapelle GstNr.: 27, 28, 31, 32/1, 32/2 Schloss Hirschstetten |
| ja   | Datei hochladen | Hirschstettner Pfarrkirche Mariae Himmelfahrt HERIS-ID: 49258 Objekt-ID: 52900                                          | Hirschstettner Straße 91 Standort KG: Hirschstetten                                                | Die Kirche wurde 1959–1961 von Walter Prutscher auf dem Areal des im Zweiten Weltkrieg zerstörten Schlosses erbaut. Sie ist ein schlichter Saalbau mit Giebel und seitlichem Glockenturm. | BDA-Hist.: Q1371313 Status: § 2a Stand der BDA-Liste: 2025-06-30 Name: Hirschstettner Pfarrkirche Mariae Himmelfahrt GstNr.: 27 Pfarrkirche Hirschstetten |
| ja   | Datei hochladen | Wohnhaus, Toranlage des Schlosses HERIS-ID: 66935 Objekt-ID: 79849                                                      | Hirschstettner Straße 91 Standort KG: Hirschstetten                                                | Der Torbogen mit Dreiecksgiebel und dem Wappen der Barthenheims ist mit den Torgebäuden der letzte Rest des 1945 zerstörten Schloss Hirschstetten. Es wurde 1693 erbaut und 1713–1724 von Anton Erhard Martinelli zu einem Jagdschloss mit Wirtschaftshof umgebaut. | BDA-Hist.: Q38114887 Status: § 2a Stand der BDA-Liste: 2025-06-30 Name: Wohnhaus, Toranlage des Schlosses GstNr.: 27, 28, 31 Schloss Hirschstetten |
| ja   | Datei hochladen | Hauszeichen „Fabelwesen“ HERIS-ID: 66540 Objekt-ID: 79438                                                               | Kartouschgasse 2 Standort KG: Hirschstetten                                                        | 6 geätzte Zeichnungen auf Kupferblech aus den Jahren 1969/70 bilden den Zyklus Fabelwesen von Reimo Wukounig. | BDA-Hist.: Q38113381 Status: § 2a Stand der BDA-Liste: 2025-06-30 Name: Hauszeichen „Fabelwesen“ GstNr.: 402/8 |
| ja   | Datei hochladen | Wohnhausanlage der Gemeinde Wien HERIS-ID: 49255 Objekt-ID: 52897 Wiener Wohnen: 1530                                   | Konstanziagasse 44 Standort KG: Hirschstetten                                                      | Dieser Bau wurde 1924/25 von Peter Behrens errichtet. Es ist ein schlichter Bau, bei dem hauptsächlich die Stiegenhausverglasung hervorsticht. | BDA-Hist.: Q38033432 Status: § 2a Stand der BDA-Liste: 2025-06-30 Name: Wohnhausanlage der Gemeinde Wien GstNr.: 233/1 |
| ja   | Datei hochladen | Schule der Stadt Wien HERIS-ID: 49256 Objekt-ID: 52898                                                                  | Konstanziagasse 50 Standort KG: Hirschstetten                                                      | Die Schule wurde 1911 von Janesch & Schnell erbaut. Es handelt sich um einen monumentalen, freistehenden Ständerbau mit großen Sprossenfenstern und reich differenzierter Dachlandschaft, der barockisierende Heimatstilformen aufweist. Sie hat ein original secessionistisches Schmiedeeisentor. | BDA-Hist.: Q38033441 Status: § 2a Stand der BDA-Liste: 2025-06-30 Name: Schule der Stadt Wien GstNr.: 234/3 Schule Konstanziagasse |
| ja   | Datei hochladen | Hauszeichen, Mosaik „Familie“ HERIS-ID: 65568 Objekt-ID: 78419                                                          | Langobardenstraße 23-27 / Hans Steger Gasse 16 Standort KG: Hirschstetten                          | Das Steinmosaikwandbild Familie von Albert Paris Gütersloh stammt aus dem Jahr 1951. | BDA-Hist.: Q38110794 Status: § 2a Stand der BDA-Liste: 2025-06-30 Name: Hauszeichen, Mosaik „Familie“ GstNr.: 233/22 |
| ja   | Datei hochladen | Hauszeichen, Relieftondi HERIS-ID: 66539 Objekt-ID: 79437                                                               | Quadenstraße 6–8 Standort KG: Hirschstetten                                                        | Die Wohnhausanlage Quadenstraße 6–8 erstreckt sich über die KGs Aspern und Hirschstetten. Sie ist Teil des Rudolf-Huber-Hofs. Oberhalb der Eingangstüren dieser Siedlung befinden sich einige Hauszeichen von Hubert Pfaffenbichler, Joana Steinlechner-Bichler, Peppino Wieternik und Otto Zechner, alle 1969/70 entstanden. Separat geschützt ist ein Ätzglaszyklus von Reimo Wukounig. | BDA-Hist.: Q38113372 Status: § 2a Stand der BDA-Liste: 2025-06-30 Name: Hauszeichen, Relieftondi GstNr.: 402/9 |
| ja   | Datei hochladen | Kindergarten HERIS-ID: 65631 Objekt-ID: 78485                                                                           | Quadenstraße 13 Standort KG: Hirschstetten                                                         | Der Kindergarten wurde 1954 eröffnet. | BDA-Hist.: Q38111020 Status: § 2a Stand der BDA-Liste: 2025-06-30 Name: Kindergarten GstNr.: 411/6 |
| ja   | Datei hochladen | Kunst-am-Bau, Wandgestaltung „Tulpen“ HERIS-ID: 66530 Objekt-ID: 79417                                                  | Quadenstraße 15 Standort KG: Hirschstetten                                                         | Das Wandbild Tulpen aus Leuchtstoffröhren an einem Seitengebäude des Städtischen Reservegartens stammt aus dem Jahr 1956/57 von Rudolf Köhl. | BDA-Hist.: Q38113283 Status: § 2a Stand der BDA-Liste: 2025-06-30 Name: Kunst-am-Bau, Wandgestaltung „Tulpen“ GstNr.: 411/1 |
| ja   | Datei hochladen | Glashäuser des städtischen Reservegartens HERIS-ID: 65633 Objekt-ID: 78487                                              | Quadenstraße 15 Standort KG: Hirschstetten                                                         | Der Städtische Reservegarten in Hirschstetten wurde 1952 angelegt und die Pflanzenbestände wurden in den folgenden Jahren vom alten Standort dorthin übersiedelt. Aus dieser Zeit stammen auch die Glashäuser. | BDA-Hist.: Q886230 Status: § 2a Stand der BDA-Liste: 2025-06-30 Name: Glashäuser des städtischen Reservegartens GstNr.: 411/1 Blumengärten Hirschstetten - Glashäuser |
| ja   | Datei hochladen | Volks- und Hauptschule der Stadt Wien HERIS-ID: 49237 Objekt-ID: 52879                                                  | Afritschgasse 56 Standort KG: Kagran                                                               | Die Schule wurde 1953/54 von Lois Welzenbacher und Robert Ulrich erbaut. Es ist eine H-förmige Anlage mit Uhrturm und vorgelegtem Säulengang. | BDA-Hist.: Q38033384 Status: § 2a Stand der BDA-Liste: 2025-06-30 Name: Volks- und Hauptschule der Stadt Wien GstNr.: 814/153 |
| ja   | Datei hochladen | Wohnhaus der Gemeinde Wien HERIS-ID: 49199 Objekt-ID: 52838 Wiener Wohnen: 1539                                         | Am Freihof 33 Standort KG: Kagran                                                                  | Identadresse Kraygasse 89. Dieses Haus wurde 1950/51 von Wilhelm Hubatsch errichtet. Es liegt im Übergangsbereich zwischen Kagraner Platz und Freihofsiedlung. Es besteht aus zwei versetzt zueinander liegenden Baukörpern. In der Formensprache findet ein (zu dieser Zeit seltener) Rückgriff auf die Formensprache des bürgerlichen Wohnbaus statt: das Erdgeschoß ist genutet und der Bau ist durch Fensterachsen mit verschiedenen Fenstertypen rhythmisch gegliedert. | BDA-Hist.: Q38033219 Status: § 2a Stand der BDA-Liste: 2025-06-30 Name: Wohnhaus der Gemeinde Wien GstNr.: 68/1 Wohnhausanlage Am Freihof 33 |
| ja   | Datei hochladen | Kunst-am-Bau, „Ornamentales Relief“ HERIS-ID: 66534 Objekt-ID: 79432                                                    | Bernoullistraße 1 Standort KG: Kagran                                                              | Dieser künstlerisch gestaltete Stiegenaufgang zur Volkshochschule im „Haus der Begegnung“ stammt aus 1971/72 von Peter Weihs. | BDA-Hist.: Q38113333 Status: § 2a Stand der BDA-Liste: 2025-06-30 Name: Kunst-am-Bau, „Ornamentales Relief“ GstNr.: 1066/517 |
| ja   | Datei hochladen | Bundesrealgymnasium, Bernoulli-Gymnasium, BRG 22 HERIS-ID: 49230 Objekt-ID: 52872                                       | Bernoullistraße 3-7 Standort KG: Kagran                                                            | Das Gymnasium wurde 1969/1970 nach Plänen von Roland Rainer erbaut. | BDA-Hist.: Q38033356 Status: § 2a Stand der BDA-Liste: 2025-06-30 Name: Bundesrealgymnasium, Bernoulli-Gymnasium, BRG 22 GstNr.: 1056/5 Bernoulligymnasium, Vienna |
| ja   | Datei hochladen | Kunst-am-Bau Bundesländerhof HERIS-ID: 66550 Objekt-ID: 79448                                                           | Bernoullistraße 4-8 Standort KG: Kagran                                                            | Die Wohnhausanlage besteht aus neun Blöcken und hat daher den Namen „Bundesländerhof“ bekommen. Sie wurde 1964–1966 von der Gemeinde Wien errichtet. Die Keramikplatten mit Abbildungen der Wappen stammen von Leopold Schmid, zudem gibt es einen freistehenden Steinblock mit einer ebenfalls aus Keramikplatten bestehenden Landkarte Österreichs. | BDA-Hist.: Q38113469 Status: § 2a Stand der BDA-Liste: 2025-06-30 Name: Kunst-am-Bau Bundesländerhof GstNr.: 1066/542, 1066/543, 1066/546, 1066/547, 1283/16 Kunst am Bau, Bundesländerhof |
| ja   | Datei hochladen | Brunnen mit Figur, Freihofsiedlung HERIS-ID: 65454 Objekt-ID: 78285                                                     | bei Brunnenhof 9 Standort KG: Kagran                                                               | In dem 1928 entstandenen Werk von Othmar Fenzl (?) sind Einflüsse der Gründerzeit und des Jugendstils bemerkbar. Es steht in der Freihofsiedlung. | BDA-Hist.: Q38110375 Status: § 2a Stand der BDA-Liste: 2025-06-30 Name: Brunnen mit Figur, Freihofsiedlung GstNr.: 814/26 Fountain Freihofsiedlung |
| ja   | Datei hochladen | Mosaikwandbild „Figur im Vegetativen“ HERIS-ID: 66536 Objekt-ID: 79434                                                  | Donizettiweg 29 Standort KG: Kagran                                                                | Das Mosaikwandbild an der Wiener Lehrwerkstätte für Gartenbau und Floristik (Schulgarten Kagran) wurde 1958/59 von Leherb angefertigt. | BDA-Hist.: Q38113353 Status: § 2a Stand der BDA-Liste: 2025-06-30 Name: Mosaikwandbild „Figur im Vegetativen“ GstNr.: 1061/32 Leherb-Mosaik, Wiener Lehrwerkstätte für Gartenbau und Floristik |
| ja   | Datei hochladen | Skulptur HERIS-ID: 66528 Objekt-ID: 79415 Wien Kulturgut: 78585                                                         | Düsseldorfstraße 15 Standort KG: Kagran                                                            | Die Kunststeinskulptur mit Keramik und Glaselementen stammt von Hans Robert Pippal. | BDA-Hist.: Q38113262 Status: § 2a Stand der BDA-Liste: 2025-06-30 Name: Skulptur GstNr.: 1283/3 |
| ja   | Datei hochladen | Mosaik-Objekt „Schiffe“ HERIS-ID: 66529 Objekt-ID: 79416                                                                | Düsseldorfstraße 5-13 Standort KG: Kagran                                                          | Naturstein mit beidseitig angebrachten Mosaiken; gestaltet von Hans Robert Pippal, die Vorderseite zeigt Dampf-, die Rückseite Segelschiffe. | BDA-Hist.: Q38113273 Status: § 2a Stand der BDA-Liste: 2025-06-30 Name: Mosaik-Objekt „Schiffe“ GstNr.: 1283/3 |
| ja   | Datei hochladen | Kath. Pfarrkirche hl. Maria Goretti, Neukagraner Pfarrkirche HERIS-ID: 49222 Objekt-ID: 52862                           | Erzherzog-Karl-Straße 54 Standort KG: Kagran                                                       | Die Kirche wurde 1959 von Peter Czernin und Lukas Matthias Lang erbaut. Sie ist eine Saalkirche mit Spannbeton-Hängedach und Musikempore. Die Glasfenster stammen von Kurt Liebermann, das Kreuz von Mathias Hietz. | BDA-Hist.: Q1980755 Status: § 2a Stand der BDA-Liste: 2025-06-30 Name: Kath. Pfarrkirche hl. Maria Goretti, Neukagraner Pfarrkirche GstNr.: 1069/74 |
| ja   | Datei hochladen | Steinskulptur „Perigon“ HERIS-ID: 66526 Objekt-ID: 79413 Wien Kulturgut: 42531                                          | Georg-Bilgeri-Straße 13 Standort KG: Kagran                                                        | Die direkt vor der Volksschule befindliche Steinplastik Perigon stammt aus den Jahren 1971–1974 von Herbert Schwarz. | BDA-Hist.: Q38113240 Status: § 2a Stand der BDA-Liste: 2025-06-30 Name: Steinskulptur „Perigon“ GstNr.: 1100/1 |
| ja   | Datei hochladen | Wohnhausanlage der Gemeinde Wien, Fassade mit integrierten Reliefs HERIS-ID: 66533 Objekt-ID: 79431 Wiener Wohnen: 1560 | Hirschstettner Straße 12-20 Standort KG: Kagran                                                    | Die linke Abbildung zeigt eines von fünf Reliefs, die in die Fassade des Wohnhauses integriert sind. Sie stammen jeweils von Robert Pick und Georg Rauch (1961/62) bzw. Anton Krejcar, Fritz Riedl und Johannes Wanke (1961/64). | BDA-Hist.: Q38113322 Status: § 2a Stand der BDA-Liste: 2025-06-30 Name: Wohnhausanlage der Gemeinde Wien, Fassade mit integrierten Reliefs GstNr.: 747/1 Wohnhausanlage Hirschstettner Straße 12-20 |
| ja   | Datei hochladen | Kath. Pfarrkirche hl. Stanislaus Kostka (Pfarrkirche Kagraner Anger) HERIS-ID: 49240 Objekt-ID: 52882                   | Kagraner Anger 26 Standort KG: Kagran                                                              | Die Kirche wurde 1969/70 von Alfons und Florian Leitl erbaut. Sie ist ein schlichter Saalbau mit Campanile. Die Glasfenster stammen von Lydia Roppolt, Tabernakel und Turmkreuz von Siegfried Walter. | BDA-Hist.: Q1120184 Status: § 2a Stand der BDA-Liste: 2025-06-30 Name: Kath. Pfarrkirche hl. Stanislaus Kostka GstNr.: 743/88 |
| ja   | Datei hochladen | Ehem. SA-Siedlung HERIS-ID: 74419 Wiener Wohnen: 1771seit 2023                                                          | Kagraner Anger 63 bis 85, Marangasse 4 bis 26, Knappweg, Speidelweg, Wollekweg Standort KG: Kagran | Es handelt sich um die 1938/39 vorgenommene Erweiterung der Freihofsiedlung, die noch nach Plänen des ursprünglichen Architekten Karl Schartelmüller vorgenommen wurde. | BDA-Hist.: Q116945021 Status: § 2a Stand der BDA-Liste: 2025-06-30 Name: Ehem. SA-Siedlung GstNr.: 762/220, 762/104, 762/103, 762/204, 762/203, 762/202, 762/201, 762/200, 762/199, 762/198, 762/223, 762/224, 62/153, 762/75, 762/152, 762/154, 762/151, 762/37, 762/150, 762/149, 762/148, 762/147, 762/146, 762/145, 762/144, 62/197, 762/196, 762/195, 762/194, 762/193, 762/192, 762/169, 762/168, 762/167, 762/166, 762/165, 762/164, 762/131, 762/130, 762/129, 762/128, 762/127, 762/141, 762/140, 762/139, 762/138, 762/137, 762/136, 762/135, 762/134, 762/133, 762/132, 762/155, 762/156, 762/157, 762/158, 762/159, 762/56, 762/160, 762/161, 762/162, 762/58, 762/163, 762/180, 762/181, 762/182, 762/79, 762/183, 762/184, 762/185, 762/186, 762/187, 762/188, 762/189, 762/190, 762/191, 762/179, 762/178, 762/177, 762/176, 762/175, 762/174, 762/173, 762/172, 762/171, 762/170 |
| ja   | Datei hochladen | Johannes Nepomuk-Kapelle HERIS-ID: 65564 Objekt-ID: 78415                                                               | gegenüber Kagraner Platz 26 Standort KG: Kagran                                                    | An dieser Kreuzung soll früher einmal ein Donauarm gewesen sein, das damalige Hirschstetten wurde daher oft von Hochwassern heimgesucht. Deswegen wurde dort 1737 eine Nepomuk-Statue errichtet, 1778 darum eine Kapelle erbaut. Der hl. Nepomuk gilt als Schutzpatron gegen Wassergefahren. | BDA-Hist.: Q38110787 Status: § 2a Stand der BDA-Liste: 2025-06-30 Name: Johannes Nepomuk- Kapelle GstNr.: 1255/11 Johannes-Nepomuk-Kapelle, Kagraner Platz |
| ja   | Datei hochladen | Gasthof Napoleon HERIS-ID: 41520 Objekt-ID: 42015                                                                       | Kagraner Platz 33 Standort KG: Kagran                                                              | Der ehemalige Freihof wurde im 17. Jahrhundert urkundlich erwähnt und diente im 19. Jahrhundert als Gemeindehaus und Gemeindegasthof. Der Bau stammt aus dem 18. Jahrhundert, hat aber einen älteren Kern. Es ist ein zweigeschoßiger kubischer Bau mit Mansarddach. Im Inneren befinden sich Stichkappentonnen und Kreuzgratgewölbe aus dem 17. Jahrhundert, im Obergeschoß eine Stuckdecke mit Bandlwerk aus dem zweiten Viertel des 18. Jahrhunderts und Putzschnittfelder. Napoleon soll in diesem Haus 1809 genächtigt und gespeist haben. | BDA-Hist.: Q38001443 Status: Bescheid Stand der BDA-Liste: 2025-06-30 Name: Gasthof Napoleon GstNr.: 70 |
| ja   | Datei hochladen | Skulptur HERIS-ID: 66527 Objekt-ID: 79414                                                                               | Klenaugasse 12 Standort KG: Kagran                                                                 | Die Stele aus Glasmosaiksteinen in einem Aluminiumrahmen stammt aus dem Jahr 1967 von Herbert Schwarz. | BDA-Hist.: Q38113251 Status: § 2a Stand der BDA-Liste: 2025-06-30 Name: Skulptur GstNr.: 1896 |
| ja   | Datei hochladen | Schule HERIS-ID: 65576 Objekt-ID: 78427                                                                                 | Lorenz-Kellner-Gasse 15 Standort KG: Kagran                                                        | Die Schule wurde 1908 nach Plänen des Architekten Adolf Stöckl in einem barockisierenden Heimatstil erbaut. Die Eckrisaliten weisen Neo-Empire-Dekor und Mansarddächer auf. | BDA-Hist.: Q38110830 Status: § 2a Stand der BDA-Liste: 2025-06-30 Name: Schule GstNr.: 215/2 |
| ja   | Datei hochladen | Stahlrohrplastik „Abstraktion“ HERIS-ID: 66535 Objekt-ID: 79433                                                         | bei Magdeburgstraße 30 Standort KG: Kagran                                                         | Die Stahlrohrplastik Abstraktion stammt von Kurt Goebel aus den Jahren 1963–1966. | BDA-Hist.: Q38113343 Status: § 2a Stand der BDA-Liste: 2025-06-30 Name: Stahlrohrplastik „Abstraktion“ GstNr.: 1066/546 |
| ja   | Datei hochladen | Natursteinplastik „Liegender Jüngling“ HERIS-ID: 66556 Objekt-ID: 79455                                                 | Meißauergasse 2 Standort KG: Kagran                                                                | Die Natursteinplastik Liegender Jüngling stammt von Andreas Urteil aus den Jahren 1960/62. Hier gibt es ein Bild Anmerkung: An Ort und Stelle nur noch Reste eines Sockels erkennbar. Laut Auskunft der Hausmeisterin wurde dort „vor Jahren“ ein Denkmal entfernt, siehe Fehlerliste. Die Koordinaten beziehen sich auf diesen ehemaligen Aufstellungsort. | BDA-Hist.: Q38113528 Status: § 2a Stand der BDA-Liste: 2025-06-30 Name: Natursteinplastik „Liegender Jüngling“ GstNr.: 854/35 |
| ja   | Datei hochladen | Natursteinplastik „Liegender Jüngling“ HERIS-ID: 66558 Objekt-ID: 79457 Wien Kulturgut: 41293                           | Meißauergasse 2 Standort KG: Kagran                                                                | Die Natursteinplastik Liegender Jüngling stammt von Franz Coufal aus den Jahren 1960/62. | BDA-Hist.: Q38113546 Status: § 2a Stand der BDA-Liste: 2025-06-30 Name: Natursteinplastik „Liegender Jüngling“ GstNr.: 854/35 |
| ja   | Datei hochladen | Kunst am Bau, Bronzeplastik „Musizierender Faun“ HERIS-ID: 66559 Objekt-ID: 79458 Wien Kulturgut: 41475                 | Meißauergasse 2 Standort KG: Kagran                                                                | Die 1,25 Meter hohe Bronzeplastik Musizierender Faun stammt von Hannes Haslecker aus den Jahren 1958/62. | BDA-Hist.: Q38113555 Status: § 2a Stand der BDA-Liste: 2025-06-30 Name: Kunst am Bau, Bronzeplastik „Musizierender Faun“ GstNr.: 854/35 |
| ja   | Datei hochladen | Volksschule HERIS-ID: 49212 Objekt-ID: 52851                                                                            | Meißnergasse 1 Standort KG: Kagran                                                                 | Die 1899 erbaute Schule ist ein blockhafter Bau mit secessionistischem Putzdekor. | BDA-Hist.: Q38033262 Status: § 2a Stand der BDA-Liste: 2025-06-30 Name: Volksschule GstNr.: 841/33 Volksschule Meißnergasse 1 |
| ja   | Datei hochladen | Wohnhausanlage der Gemeinde Wien HERIS-ID: 65342 Objekt-ID: 78166 Wiener Wohnen: 1534                                   | Meißnergasse 4-6 Standort KG: Kagran                                                               | Dieser Bau wurde 1925/26 von Hans Seitl und Karl Felsenstein errichtet. Er ist stark horizontal gegliedert, ein sehr auffälliges Element sind die Putti auf Pilastern, die von Josef Breitner stammen. | BDA-Hist.: Q38110064 Status: § 2a Stand der BDA-Liste: 2025-06-30 Name: Wohnhausanlage der Gemeinde Wien GstNr.: 841/24 Wohnhausanlage Meißnergasse 4-6 |
| ja   | Datei hochladen | Wohnhaus Freihofsiedlung HERIS-ID: 49235 Objekt-ID: 52877 Wiener Wohnen: 1572                                           | Mergenthalerplatz 1 Standort KG: Kagran                                                            | Die Freihofsiedlung wurde 1923–1927 von Karl Schartelmüller errichtet und verbindet Reihenhäuser mit Gemeinschaftsbauten. Auch stilistisch sind die Häuser von der gleichzeitigen Gemeindebauarchitektur beeinflusst. | BDA-Hist.: Q38033366 Status: § 2a Stand der BDA-Liste: 2025-06-30 Name: Wohnhaus Freihofsiedlung GstNr.: 793/44 |
| ja   | Datei hochladen | Volks- und Hauptschule der Stadt Wien HERIS-ID: 49236 Objekt-ID: 52878                                                  | Natorpgasse 1 Standort KG: Kagran                                                                  | Die Schule wurde 1930–1933 erbaut. Sie ist ein kubischer Bau mit großen Sprossenfenstern. Der abgesetzte Eckrisalit markiert die Grenze der Freihofsiedlung. | BDA-Hist.: Q38033376 Status: § 2a Stand der BDA-Liste: 2025-06-30 Name: Volks- und Hauptschule der Stadt Wien GstNr.: 793/1 |
| ja   | Datei hochladen | Kommunaler Wohnbau, Josef-Bohmann-Hof HERIS-ID: 110634 Objekt-ID: 128348 Wiener Wohnen: 266                             | Oskar-Grissemann-Straße 2 / 6, ger. Nr. Standort KG: Kagran                                        | Die in den Jahren 1973 bis 1977 errichtete Wohnhausanlage wurde von einem Architektenteam nach einem gemeinsamen Grundkonzept mit individuell gestalteten Bauteilen errichtet. Einzelne Merkmale des kommunalen Wohnbaus der Ersten Republik sind als Zitat zu erkennen. Anmerkung: Identadressen Alfred-Kubin-Platz (alle Nummern), Murrstraße 2 u.a. | BDA-Hist.: Q37819926 Status: § 2a Stand der BDA-Liste: 2025-06-30 Name: Kommunaler Wohnbau, Josef-Bohmann-Hof GstNr.: 2671/2, 2671/3, 2671/4, 2671/5, 2671/6, 2671/7, 2671/8, 2671/9, 2671/10, 2671/11, 2671/12, 2671/13, 2671/14, 2671/15, 2671/16 Josef-Bohmann-Hof |
| ja   | Datei hochladen | Kath. Pfarrkirche, St. Christoph am Rennbahnweg HERIS-ID: 49197 Objekt-ID: 52836                                        | Rennbahnweg 44 Standort KG: Kagran                                                                 | 1976/77 wurde dieser Entwurf der Ateliergemeinschaft IGIRIEN (Werner Appelt, Franz E. Kneissl und Elsa Prochazka) als „Kirchliche Mehrzweckhalle“ realisiert. Demselben Muster folgt die Kirche St. Claret-Ziegelhof. | BDA-Hist.: Q1674463 Status: § 2a Stand der BDA-Liste: 2025-06-30 Name: Kath. Pfarrkirche, St. Christoph am Rennbahnweg GstNr.: 217/6 |
| ja   | Datei hochladen | Figur, Bronzeplastik „Karyatide“ HERIS-ID: 66549 Objekt-ID: 79447                                                       | Saikogasse 6 Standort KG: Kagran                                                                   | Die Plastik Karyatide aus getriebenem Kupfer stammt aus den Jahren 1966/67 von Rudolf Kedl. | BDA-Hist.: Q38113459 Status: § 2a Stand der BDA-Liste: 2025-06-30 Name: Figur, Bronzeplastik „Karyatide“ GstNr.: 1893 |
| ja   | Datei hochladen | Glasmosaike „Farbige Komposition“ HERIS-ID: 66565 Objekt-ID: 79466                                                      | Saikogasse 6 Standort KG: Kagran                                                                   | Insgesamt befinden sich 22 Glasmosaike in dieser Wohnhausanlage. Jeweils eines davon ist rechts an einer Stiege angebracht. | BDA-Hist.: Q38113601 Status: § 2a Stand der BDA-Liste: 2025-06-30 Name: Glasmosaike „Farbige Komposition“ GstNr.: 1893 |
| ja   | Datei hochladen | Kunst am Bau, Kunststeinreliefs „Figur und Zangenform“ HERIS-ID: 66566 Objekt-ID: 79467                                 | Saikogasse 6 Standort KG: Kagran                                                                   | Insgesamt befinden sich 14 Kunststeinreliefs in dieser Wohnhausanlage. Jeweils eines davon ist rechts an einer Stiege angebracht; zwei Reliefs fehlen bereits. | BDA-Hist.: Q38113610 Status: § 2a Stand der BDA-Liste: 2025-06-30 Name: Kunst am Bau, Kunststeinreliefs „Figur und Zangenform“ GstNr.: 1893 |
| ja   | Datei hochladen | Kunst am Bau, Mosaike Landschafts- und Tierdarstellungen HERIS-ID: 66567 Objekt-ID: 79468                               | Saikogasse 6 Standort KG: Kagran                                                                   | Insgesamt befinden sich 20 Mosaiken in dieser Wohnhausanlage. Jeweils eines davon ist rechts an einer Stiege angebracht. | BDA-Hist.: Q38113620 Status: § 2a Stand der BDA-Liste: 2025-06-30 Name: Kunst am Bau, Mosaike Landschafts- und Tierdarstellungen GstNr.: 1893 |
| ja   | Datei hochladen | Figur, Stahlblechplastik „Prismenfigur“ HERIS-ID: 66551 Objekt-ID: 79449                                                | Saikogasse 6 Standort KG: Kagran                                                                   | Die Stahlblechplastik Prismenfigur stammt aus den Jahren 1966/67 von Alois Heidel. | BDA-Hist.: Q38113480 Status: § 2a Stand der BDA-Liste: 2025-06-30 Name: Figur, Stahlblechplastik „Prismenfigur“ GstNr.: 1893 |
| ja   | Datei hochladen | Kath. Pfarrkirche, Auferstehung Christi-Kirche HERIS-ID: 49208 Objekt-ID: 52847                                         | Saikogasse 8 Standort KG: Kagran                                                                   | Die Kirche wurde 1972 von Karl Schwanzer erbaut. Sie ist (ebenso wie der Pfarrhof) auf kreisrundem Grundriss im Sichtziegelstil erbaut. Im Inneren befinden sich eine Orgel- und eine Sängerempore, die einander gegenüberliegen. Anmerkung: Identadresse Thonetgasse 52 | BDA-Hist.: Q2082537 Status: § 2a Stand der BDA-Liste: 2025-06-30 Name: Kath. Pfarrkirche, Auferstehung Christi-Kirche GstNr.: 1891 Pfarrkirche Auferstehung Christi (Vienna) |
| ja   | Datei hochladen | Kagraner Pfarrkirche hl. Georg HERIS-ID: 49203 Objekt-ID: 52842                                                         | St.-Wendelin-Platz Standort KG: Kagran                                                             | Die Kagraner Pfarrkirche stammt im Kern aus dem 15. Jahrhundert und wurde vor allem im späten 17. Jahrhundert mehrfach umgebaut. Sie hat eine dreiachsige Fassade mit Volutengiebel, Pilaster- und Gesimsgliederung, die in dieser Form aus den Jahren 1672–1677 stammt. Ein kleines Portalhäuschen ist vorgebaut. Am Langhaus befinden sich Strebepfeiler und kleine Rundbogenfenster, der niedrigere spätgotische Chor weist abgetreppte Strebepfeiler und Spitzbogenfenster auf. Der Turm mit Ortsteingliederung ist im Kern ebenfalls gotisch, Glockengeschoß und Spitzhelm sind aus dem 17. Jahrhundert. Die Einrichtung stammt größtenteils aus dem 18. Jahrhundert.                                                        | BDA-Hist.: Q1721133 Status: § 2a Stand der BDA-Liste: 2025-06-30 Name: Kagraner Pfarrkirche hl. Georg GstNr.: 1/1 Kagraner Pfarrkirche |
| ja   | Datei hochladen | Wohnhaus Freihofsiedlung HERIS-ID: 65455 Objekt-ID: 78287 Wiener Wohnen: 1573                                           | Steigenteschgasse 136-140 Standort KG: Kagran                                                      | Die Freihofsiedlung wurde 1923–1927 von Karl Schartelmüller errichtet und verbindet Reihenhäuser mit Gemeinschaftsbauten. Auch stilistisch sind die Häuser von der gleichzeitigen Gemeindebauarchitektur beeinflusst. | BDA-Hist.: Q38110386 Status: § 2a Stand der BDA-Liste: 2025-06-30 Name: Wohnhaus Freihofsiedlung GstNr.: 762/8 |
| ja   | Datei hochladen | Figur, Bronzeplastik „Mutter und Kind“ HERIS-ID: 66548 Objekt-ID: 79446                                                 | Wagramer Straße 55-61 Standort KG: Kagran                                                          | Die Bronzeplastik Mutter mit Kind stammt aus den Jahren 1958/61 von Eva Manzucco. | BDA-Hist.: Q38113451 Status: § 2a Stand der BDA-Liste: 2025-06-30 Name: Figur, Bronzeplastik „Mutter und Kind“ GstNr.: 1065/111 |
| ja   | Datei hochladen | Brunnen mit Bronze-Skulptur HERIS-ID: 66547 Objekt-ID: 79445                                                            | vor Wagramer Straße 95 Standort KG: Kagran                                                         | Der Wagramer Brunnen mit Bronzeplastik stammt aus den Jahren 1966/69 von Wander Bertoni. | BDA-Hist.: Q38113441 Status: § 2a Stand der BDA-Liste: 2025-06-30 Name: Brunnen mit Bronze-Skulptur GstNr.: 854/83 Wagramer Brunnen |
| ja   | Datei hochladen | Natursteinrelief „Komposition“ HERIS-ID: 66531 Objekt-ID: 79429                                                         | Wagramer Straße 96 Standort KG: Kagran                                                             | Das in der Schule (Polytechnikum mit Projekt Fachmittelschule) angebrachtes Natursteinrelief Komposition stammt von Herbert Tasquil aus dem Jahr 1968. Anmerkung: Identadresse Wintzigerodestraße 1 | BDA-Hist.: Q38113303 Status: § 2a Stand der BDA-Liste: 2025-06-30 Name: Natursteinrelief „Komposition“ GstNr.: 824/2 |
| ja   | Datei hochladen | Mosaik HERIS-ID: 66532 Objekt-ID: 79430                                                                                 | Wagramer Straße 96 Standort KG: Kagran                                                             | Die in der Schule (Polytechnikum mit Projekt Fachmittelschule) angebrachte Marmorintarsienarbeit Rhythmus stammt von Maria Plachky aus dem Jahr 1968. Anmerkung: Identadresse Wintzigerodestraße 1 | BDA-Hist.: Q38113313 Status: § 2a Stand der BDA-Liste: 2025-06-30 Name: Mosaik GstNr.: 824/2 |
| ja   | Datei hochladen | Wohnhausanlage der Stadt Wien HERIS-ID: 49225 Objekt-ID: 52866 Wiener Wohnen: 1535                                      | Wagramer Straße 97-103 Standort KG: Kagran                                                         | Dieser Bau wurde 1925/26 von Rudolf Krausz errichtet. Er ist eine U-förmige Anlage, bei dem zwei parallele Wohnblöcke einen tiefen Straßenhof bilden. die Fronten zur Wagramer Straße sind durch Rundbogenportale und Rundbögen im Dachgeschoß charakterisiert. | BDA-Hist.: Q38033336 Status: § 2a Stand der BDA-Liste: 2025-06-30 Name: Wohnhausanlage der Stadt Wien GstNr.: 842/1 Wohnhausanlage Wagramer Straße 97–103 |
| ja   | Datei hochladen | Gedenkstein Napoleons Hauptquartier HERIS-ID: 66462 Objekt-ID: 79344                                                    | Lobau Standort KG: Kaiserebersdorf Herrschaft                                                      | Hier, unweit vom Brückenkopf, richtete Napoleon sein Hauptquartier ein und dirigierte den Truppenaufmarsch von einem Zeltlager aus. | BDA-Hist.: Q38112966 Status: § 2a Stand der BDA-Liste: 2025-06-30 Name: Gedenkstein Napoleons Hauptquartier GstNr.: 14/39 Napoleonsteine, Lobau |
| ja   | Datei hochladen | Gedenkstein Napoleonstraße HERIS-ID: 66463 Objekt-ID: 79345                                                             | Lobau Standort KG: Kaiserebersdorf Herrschaft                                                      | Die Napoleonstraße führt zur Schanze. | BDA-Hist.: Q38112977 Status: § 2a Stand der BDA-Liste: 2025-06-30 Name: Gedenkstein Napoleonstraße GstNr.: 1/3 Gedenkstein Napoleonstraße |
| ja   | Datei hochladen | Gedenkstein Franzosenfriedhof HERIS-ID: 66464 Objekt-ID: 79346                                                          | Lobau Standort KG: Kaiserebersdorf Herrschaft                                                      | Der Obelisk am Franzosenfriedhof erinnert an das schreckliche Ende: 2000 bis 3000 Soldaten ruhen hier in einem Massengrab. | BDA-Hist.: Q38112987 Status: § 2a Stand der BDA-Liste: 2025-06-30 Name: Gedenkstein Franzosenfriedhof GstNr.: 53/3 Napoleonsteine, Lobau |
| ja   | Datei hochladen | Gedenkstein Pulvermagazin HERIS-ID: 66465 Objekt-ID: 79348                                                              | Lobau Standort KG: Kaiserebersdorf Herrschaft                                                      | Die Franzosen lagerten ihre Munition auf einer hochwassersicheren Anhöhe im Pulvermagazin. | BDA-Hist.: Q38112997 Status: § 2a Stand der BDA-Liste: 2025-06-30 Name: Gedenkstein Pulvermagazin GstNr.: 54/2 Napoleonsteine, Lobau |
| ja   | Datei hochladen | Gedenkstein Napoleonstein Übergangsstelle der Franzosen HERIS-ID: 66515 Objekt-ID: 79402                                | Lobau Standort KG: Kaiserebersdorf Herrschaft                                                      | Am 4. Juli 1809 übersetzte die Armee Napoleons unter anderem an dieser Stelle den Donauarm von Groß-Enzersdorf. | BDA-Hist.: Q38113216 Status: § 2a Stand der BDA-Liste: 2025-06-30 Name: Gedenkstein Napoleonstein Übergangsstelle der Franzosen GstNr.: 40/2 Napoleonsteine, Lobau |
| ja   | Datei hochladen | Hofjägerhaus und Stöckl, Forsthaus, ehem. Lobaumuseum HERIS-ID: 65752 Objekt-ID: 78617                                  | Vorwerk 1 Standort KG: Kaiserebersdorf Herrschaft                                                  | Mitte des 18. Jahrhunderts wurde die Lobau Jagdgebiet des kaiserlichen Hofes, das Gebäude stammt aus dieser Zeit. 1975–2009 war hier das Lobau-Museum untergebracht. | BDA-Hist.: Q38111531 Status: § 2a Stand der BDA-Liste: 2025-06-30 Name: Hofjägerhaus und Stöckl, Forsthaus, Lobaumuseum GstNr.: 76 Lobaumuseum |
| ja   | Datei hochladen | Forsthaus, Hofjägerhaus HERIS-ID: 65780 Objekt-ID: 78646                                                                | Vorwerk 2 Standort KG: Kaiserebersdorf Herrschaft                                                  | Mitte des 18. Jahrhunderts wurde die Lobau Jagdgebiet des kaiserlichen Hofes, das Gebäude stammt aus dieser Zeit. | BDA-Hist.: Q38111616 Status: § 2a Stand der BDA-Liste: 2025-06-30 Name: Forsthaus, Hofjägerhaus GstNr.: 76 Lobaumuseum |
| ja   | Datei hochladen | Wohnhausanlage der Gemeinde Wien, Marshallhof HERIS-ID: 49215 Objekt-ID: 52854 Wiener Wohnen: 46, 1551, 1555            | Am Kaisermühlendamm 1–5 Standort KG: Kaisermühlen                                                  | Diese Anlage wurde 1953–1960 in mehreren Abschnitten erbaut. Der Teil von Hermann Stiegholzer (1958–1960), der aus drei vierzehnstöckigen Häusern mit T-förmigem Grundriss besteht, ist einer der markantesten Gemeindebauten aus der damaligen Zeit. Nach Süden hin sind die Fassaden durch Loggienachsen gegliedert, sonst nur durch die Fenster. Anmerkung: Identadressen Schüttaustraße 4–18 und 20–40 sowie einige weitere | BDA-Hist.: Q38033282 Status: § 2a Stand der BDA-Liste: 2025-06-30 Name: Wohnhausanlage der Gemeinde Wien, Marshallhof GstNr.: 2466/7, 2466/8, 2466/9, 2466/10, 2466/11, 2466/12, 2466/13, 2466/14, 2466/15, 2466/16, 2466/17, 2466/18, 2466/26 Marshallhof |
| ja   | Datei hochladen | Figur, Bronzeplastik „Sich Sonnender“ HERIS-ID: 66541 Objekt-ID: 79439                                                  | Arbeiterstrandbadstraße 91 Standort KG: Kaisermühlen                                               | Die Bronzeplastik Sich Sonnender von Eva Mazzucco (1960/62) befindet sich im Strandbad Alte Donau. Anmerkung: siehe Fehlerliste | BDA-Hist.: Q38113390 Status: § 2a Stand der BDA-Liste: 2025-06-30 Name: Figur, Bronzeplastik „Sich Sonnender“ GstNr.: 4284/2 Sich Sonnender, Strandbad Alte Donau |
| ja   | Datei hochladen | Bundessportbad Alte Donau HERIS-ID: 49295 Objekt-ID: 52939                                                              | Arbeiterstrandbadstraße 93 Standort KG: Kaisermühlen                                               | Ab dem 20. Juni 1919 war das Bundesbad „Alte Donau“ eine Militärschwimmschule, nach dem Zweiten Weltkrieg wurde es in Bundessportbad „Alte Donau“ umbenannt, in den 1970er Jahren erhielt das Bundesbad „Alte Donau“ seinen heutigen Namen. | BDA-Hist.: Q38033568 Status: § 2a Stand der BDA-Liste: 2025-06-30 Name: Bundessportbad Alte Donau GstNr.: 4284/19, 4284/20 Bundesbad Alte Donau |
| ja   | Datei hochladen | Rektoratskirche Christus, Hoffnung der Welt, (Donaucity-Kirche) HERIS-ID: 65484 Objekt-ID: 78327                        | Donau-City-Straße 2 Standort KG: Kaisermühlen                                                      | Die Kirche wurde 1999/2000 von Heinz Tesar erbaut. Sie besteht im Äußeren aus schwarzem Chromstahl, durch ein weißes Fassadenkreuz ist sie als Kirche erkennbar. Die Fassade ist durch zahlreiche Fensteröffnungen durchbrochen. Im Inneren ist die Kirche mit Birkenholz ausgekleidet. | BDA-Hist.: Q640184 Status: § 2a Stand der BDA-Liste: 2025-06-30 Name: Rektoratskirche Christus Hoffnung der Welt, Donaucity GstNr.: 4277/67 Donaucitykirche |
| ja   | Datei hochladen | Ehem. Seerestaurant im Irissee, Korea Kulturhaus HERIS-ID: 62266 Objekt-ID: 74795                                       | Donaupark Standort KG: Kaisermühlen                                                                | Das Gebäude am Irissee wurde im Jahre 1964 nach einem Entwurf des Architekten Kurt Schlauss als Seerestaurant für die Wiener Internationale Gartenschau errichtet, es ist eines der wenigen Zeugnisse der Freizeitarchitektur der Wiener Nachkriegsmoderne. Nachdem das Restaurant einige Zeit als Fitness-Center benutzt wurde, stand das Gebäude längere Zeit leer und verfiel. Nach einem Umbau beherbergt das Gebäude nun das im Mai 2012 eröffnete Korea-Kulturhaus. | BDA-Hist.: Q18410474 Status: § 2a Stand der BDA-Liste: 2025-06-30 Name: Ehem. Seerestaurant im Irissee, Korea Kulturhaus GstNr.: 2534, 2535, 2536 Korea Kulturhaus Österreich |
| ja   | Datei hochladen | Donaupark, bauliche Gartenanlage und Kleindenkmäler HERIS-ID: 67733 Objekt-ID: 80714                                    | Donaupark Standort KG: Kaisermühlen                                                                | Der Park wurde 1964 anlässlich der Wiener Internationalen Gartenschau angelegt und ersetzte eine „wilde“ Siedlung. Darin befinden sich zahlreiche Denkmäler sowie das 40 Meter hohe Papstkreuz, das an den Besuch des Papstes 1983 erinnert. | BDA-Hist.: Q726700 Status: § 2a Stand der BDA-Liste: 2025-06-30 Name: Donaupark, bauliche Gartenanlage und Kleindenkmäler GstNr.: 2534, 2503, 2509/1, 2509/2, 2530/2, 2531/1, 2532, 2535, 2536, 2539/2, 2539/3, 2541/1, 2542, 2543, 2544, 2545, 2546, 2551, 2557, 2570/13, 2574/1, 2577/1, 2577/4, 4115/1, 2541/3 Donaupark |
| ja   | Datei hochladen | Donauturm HERIS-ID: 65546 Objekt-ID: 78397                                                                              | Donauturmplatz 1 Standort KG: Kaisermühlen                                                         | Dieser 252 Meter hohe Aussichtsturm wurde 1961–1964 von Hannes Lintl für die Internationale Gartenschau errichtet. Der Turmkörper ist aus Stahlbeton, der Turmkopf hat drei Hauptgeschoße (eines davon ist ein drehbares Restaurant) und eine Aussichtsterrasse. | BDA-Hist.: Q686544 Status: § 2a Stand der BDA-Liste: 2025-06-30 Name: Donauturm GstNr.: 2577/2 Donauturm |
| ja   | Datei hochladen | Wohnhausanlage der Gemeinde Wien HERIS-ID: 49218 Objekt-ID: 52857 Wiener Wohnen: 1537                                   | Moissigasse 19 Standort KG: Kaisermühlen                                                           | Dieser Gemeindebau (vis á vis des Eingangs zum Gänsehäufel gelegen) ist ein Kuriosum: Kein Schriftzug weist ihn als Bau der Stadt Wien aus, noch findet sich ein Errichtungsdatum an der Fassade. Er wurde 1939/40 von Erich Franz Leischner erbaut und ist ein rares Beispiel für Gemeindebauten dieser Zeit. Auffällig ist die konkav geschwungene Hauptfassade, die in Eckloggien übergeht. | BDA-Hist.: Q38033303 Status: § 2a Stand der BDA-Liste: 2025-06-30 Name: Wohnhausanlage der Gemeinde Wien GstNr.: 2279/7 Wohnhausanlage Moissigasse 19 |
| ja   | Datei hochladen | Strandbad Gänsehäufel HERIS-ID: 45304 Objekt-ID: 46566                                                                  | Moissigasse 21 Standort KG: Kaisermühlen                                                           | Die heute bestehende Badeanlage wurde 1948/49 von Max Fellerer erbaut. Sie weist parallel angeordnete zweigeschoßige Kabinenpavillons mit Innenhöfen sowie einen Uhrturm mit Wendeltreppe auf. | BDA-Hist.: Q23256 Status: Bescheid Stand der BDA-Liste: 2025-06-30 Name: Strandbad Gänsehäufel GstNr.: 4271/10, 4271/11, 4271/12, 4271/13, 4271/14, 4271/15, 4271/16, 4271/17, 4271/18, 4271/19 Gänsehäufel |
| ja   | Datei hochladen | Wohnhausanlage der Gemeinde Wien, Schüttau-Hof HERIS-ID: 49217 Objekt-ID: 52856 Wiener Wohnen: 245                      | Schiffmühlenstraße 58-64 Standort KG: Kaisermühlen                                                 | Dieser Bau wurde 1924–1926 von Alfred Rodler, Alfred Stutterheim und Wilhelm Tremmel errichtet und umfasst 310 Wohnungen. Die Anlage weist viele expressive Dekorelemente wie Runderker, Spitzerker, Zinnen, Spitzbögen und Rundbögen auf. | BDA-Hist.: Q26705925 Status: § 2a Stand der BDA-Liste: 2025-06-30 Name: Wohnhausanlage der Gemeinde Wien, Schüttau-Hof GstNr.: 2346/3 Schüttauhof |
| ja   | Datei hochladen | Natursteinplastik „Müllergruppe“ HERIS-ID: 66561 Objekt-ID: 79460 Wien Kulturgut: 42098                                 | Schödlbergergasse 2-12 Standort KG: Kaisermühlen                                                   | Die Natursteinplastik Müllergruppe von Erich Pieler ist an der Rückseite der Anlage zu finden (Adresse Jungmaisstraße 2). | BDA-Hist.: Q38113567 Status: § 2a Stand der BDA-Liste: 2025-06-30 Name: Natursteinplastik „Müllergruppe“ GstNr.: 2466/20 |
| ja   | Datei hochladen | Kaisermühlener Pfarrkirche zum Heiligsten Herz Jesu HERIS-ID: 49220 Objekt-ID: 52859                                    | Schüttauplatz Standort KG: Kaisermühlen                                                            | Diese freistehende späthistoristische Säulenbasilika wurde von 1887 bis 1895 nach Plänen von Victor Luntz errichtet. Sie folgt stilistischen Anregungen aus dem Frühchristentum und der Frührenaissance. Die Fassade weist einen basilikalen Schnitt auf, der hervortretende Mittelspiegel ist mit Pilaster und Gesimsen sowie Blendarkaturen in den Obergeschoßen gegliedert, das mittlere Säulenädikula-Portal hat ein reliefiertes Giebelfeld, oberhalb davon befindet sich ein Reliefmedaillon Christus Salvator. Die Seitenfront weist toskanische Pilaster und Obergadenfenster auf. Der Campanile ist eine spätere Zutat von Erwin Plevan aus dem Jahr 1966. Ausstattung und Einrichtung sind überwiegend aus der Bauzeit. | BDA-Hist.: Q2082718 Status: § 2a Stand der BDA-Liste: 2025-06-30 Name: Kaisermühlener Pfarrkirche zum Heiligsten Herz Jesu GstNr.: 4272/2 Sacred Heart Church (Kaisermühlen) |
| ja   | Datei hochladen | Wohnhausanlage der Gemeinde Wien, Goethe-Hof HERIS-ID: 49216 Objekt-ID: 52855 Wiener Wohnen: 246                        | Schüttaustraße 1-39 Standort KG: Kaisermühlen                                                      | Dieser Bau wurde 1928–1930, von Hugo Mayer, Rudolf Frass, Viktor Mittag, Karl Hauschka, Heinrich Schopper, Alfred Chalousch und Johann Rothmüller erbaut und umfasst 727 Wohnungen. Der Mittelteil tritt leicht zurück und bildet so eine Art Vorhof. Dahinter befindet sich ein großer Haupthof, der zum Kaiserwasser hin in zwei pylonartige Wohntürme mit überecklaufenden Balkonen endet. | BDA-Hist.: Q28869636 Status: § 2a Stand der BDA-Liste: 2025-06-30 Name: Wohnhausanlage der Gemeinde Wien, Goethe-Hof GstNr.: 2465/1 Goethehof |
| ja   | Datei hochladen | Figur, Kunststeinplastik „Aufstrebende“ HERIS-ID: 66564 Objekt-ID: 79463                                                | Schüttaustraße 2 Standort KG: Kaisermühlen                                                         | Die Kunststeinplastik Aufstrebende von Fritz Pilz stammt aus dem Jahr 1963. | BDA-Hist.: Q38113591 Status: § 2a Stand der BDA-Liste: 2025-06-30 Name: Figur, Kunststeinplastik „Aufstrebende“ GstNr.: 2466/6 |
| ja   | Datei hochladen | Musikschule der Stadt Wien mit Wandmosaik, ehem. Volksheim Kaisermühlen HERIS-ID: 65450 Objekt-ID: 78279                | Schüttaustraße 2 Standort KG: Kaisermühlen                                                         | Die Mosaikwand Baustelle stammt von Egon F. Grabner aus dem Jahr 1963. | BDA-Hist.: Q38110326 Status: § 2a Stand der BDA-Liste: 2025-06-30 Name: Musikschule der Stadt Wien mit Wandmosaik, ehem. Volksheim Kaisermühlen GstNr.: 2466/6 |
| ja   | Datei hochladen | Marshall-Denkmal HERIS-ID: 66563 Objekt-ID: 79462                                                                       | Schüttaustraße 14 Standort KG: Kaisermühlen                                                        | Vor dem Marshallhof, versteckt zwischen Büschen, befindet sich dieses Denkmal für George C. Marshall mit ausführlicher Inschrift. Es stammt aus den Jahren 1961/63 von Alexander Wahl. | BDA-Hist.: Q38113582 Status: § 2a Stand der BDA-Liste: 2025-06-30 Name: Marshall-Denkmal GstNr.: 2466/26 |
| ja   | Datei hochladen | Volksschule der Stadt Wien HERIS-ID: 49214 Objekt-ID: 52853                                                             | Schüttaustraße 42 Standort KG: Kaisermühlen                                                        | Die Schule wurde 1904 von Wilhelm Schimitzek und Franz Anderle erbaut. Sie ist ein blockhafter Ständerbau mit reichem secessionistischem Putzdekor. | BDA-Hist.: Q38033270 Status: § 2a Stand der BDA-Liste: 2025-06-30 Name: Volksschule der Stadt Wien GstNr.: 2434/4 |
| ja   | Datei hochladen | Christkönigskirche, sog. Russenkirche (Koptische Markuskirche) HERIS-ID: 56743 Objekt-ID: 66304                         | Wagramer Straße 17 Standort KG: Kaisermühlen                                                       | Die Kirche wurde 1917 nach Plänen von Hans Prutscher von russischen Kriegsgefangenen erbaut und heißt deswegen im Volksmund Russenkirche. Sie hat eine Giebelfassade in einem nordosteuropäisch inspirierten Heimatstil. Es handelt sich um einen freistehenden Saalbau in Sichtziegelbauweise, deren Eingangsfront eine Putzfassade mit Reliefmedaillons aufweist. Über dem Eingang befindet sich ein Giebelreiter mit Kruzifix. Das Innere ist ein schlichter lisenengegliederter Saal mit Tonnengewölbe. | BDA-Hist.: Q1784158 Status: § 2a Stand der BDA-Liste: 2025-06-30 Name: Christkönigskirche, sog. Russenkirche GstNr.: 2474/9 St. Markus Kirche, Vienna |
| ja   | Datei hochladen | Kunst am Bau, Sgraffitowandbild „Alte Donau“ HERIS-ID: 66546 Objekt-ID: 79444                                           | Donaustadtstraße 44 Standort KG: Stadlau                                                           | Das Sgraffitowandbild Alte Donau stammt aus den Jahren 1951/52 von Ferdinand Kitt. | BDA-Hist.: Q38113432 Status: § 2a Stand der BDA-Liste: 2025-06-30 Name: Kunst am Bau, Sgraffitowandbild „Alte Donau“ GstNr.: 567/9 |
| ja   | Datei hochladen | Wohnhausanlage der Gemeinde Wien, Albert-Schultz-Hof HERIS-ID: 49238 Objekt-ID: 52880 Wiener Wohnen: 1536               | Erzherzog-Karl-Straße 65-79 Standort KG: Stadlau                                                   | Dieser Bau wurde 1927/28 von George Karau errichtet. Er ist zur Erzherzog-Karl-Straße hin langgestreckt, der Mitteltrakt ist zurückversetzt. | BDA-Hist.: Q28467248 Status: § 2a Stand der BDA-Liste: 2025-06-30 Name: Wohnhausanlage der Gemeinde Wien GstNr.: 542/24 Albert-Schultz-Hof |
| ja   | Datei hochladen | Stahlblechplastik „Abstraktion“ HERIS-ID: 66544 Objekt-ID: 79442 Wien Kulturgut: 41182                                  | Erzherzog-Karl-Straße 83 Standort KG: Stadlau                                                      | Die Stahlblechplastik Abstraktion oder Vertikaler Klang stammt aus den Jahren 1964/67 von Wander Bertoni. | BDA-Hist.: Q38113411 Status: § 2a Stand der BDA-Liste: 2025-06-30 Name: Stahlblechplastik „Abstraktion“ GstNr.: 541/6 |
| ja   | Datei hochladen | Kunst am Bau, Natursteinrelief „Wochenende“ HERIS-ID: 66542 Objekt-ID: 79440                                            | Erzherzog-Karl-Straße 84-88 Standort KG: Stadlau                                                   | Das Natursteinrelief Wochenende stammt aus den Jahren 1952/53 von Oskar Bottoli. | BDA-Hist.: Q38113402 Status: § 2a Stand der BDA-Liste: 2025-06-30 Name: Kunst am Bau, Natursteinrelief „Wochenende“ GstNr.: 544/28 |
| ja   | Datei hochladen | Stadlauer Pfarrkirche Herz Jesu HERIS-ID: 49257 Objekt-ID: 52899                                                        | Gemeindeaugasse 5 Standort KG: Stadlau                                                             | Die Kirche wurde von 1923 bis 1924 von den Baumeistern Karl Ambacher und Hans Sauer errichtet. Es ist ein kubischer Bau mit Dachreiter und zurückhaltenden Heimatstil-Formen. | BDA-Hist.: Q2326224 Status: § 2a Stand der BDA-Liste: 2025-06-30 Name: Stadlauer Pfarrkirche Herz Jesu GstNr.: 71 |
| ja   | Datei hochladen | Kapelle zur Unbefleckten Empfängnis HERIS-ID: 49248 Objekt-ID: 52890                                                    | Hardeggasse 65 Standort KG: Stadlau                                                                | Die römisch-katholische Kirche wurde von 1889 bis 1890 errichtet und ist Teil des Klosters der Schwestern vom armen Kinde Jesus. | BDA-Hist.: Q1776446 Status: § 2a Stand der BDA-Liste: 2025-06-30 Name: Kapelle zur Unbefleckten Empfängnis GstNr.: 199/2, 199/6 Kapelle zur Unbefleckten Empfängnis, Vienna |
| ja   | Datei hochladen | Stadlauer Donaubrücke der Ostbahn HERIS-ID: 15068 Objekt-ID: 11306                                                      | bei Handelskai 429 Standort KG: Stadlau                                                            | Die Stadlauer Ostbahnbrücke wurde 1870 fertiggestellt. Im Zuge des Zweiten Weltkrieges wurde die Brücke schwer beschädigt, konnte aber instand gesetzt werden. Heute ist sie die älteste bestehende Donaubrücke Wiens. Die Brücke verbindet die beiden Wiener Bezirke Leopoldstadt und Donaustadt über die Donau. | BDA-Hist.: Q126487110 Status: Bescheid Stand der BDA-Liste: 2025-06-30 Name: Stadlauer Donaubrücke der Ostbahn GstNr.: 166/34 Stadlauer Ostbahnbrücke |
| ja   | Datei hochladen | Schöpfleuthner-Kapelle HERIS-ID: 41523 Objekt-ID: 42018                                                                 | Friedhofweg Standort KG: Süßenbrunn                                                                | Diese Kapelle wurde 1883 von Johann Schöpfleuthner, Gemeinderat in Floridsdorf (1867–1875 und 1882–1896), und dessen Ehefrau Elisabeth gestiftet. | BDA-Hist.: Q38001462 Status: Bescheid Stand der BDA-Liste: 2025-06-30 Name: Schöpfleuthner-Kapelle GstNr.: 409 Schöpfleuthner-Kapelle |
| ja   | Datei hochladen | Anlage Schloss Süßenbrunn HERIS-ID: 111078 Objekt-ID: 128855                                                            | Süßenbrunner Hauptstraße 9 Standort KG: Süssenbrunn                                                | Das Schloss stammt vom vierten Viertel des 16. Jahrhunderts und wurde frühhistoristisch adaptiert. Das Hauptgebäude ist eine U-förmige Anlage mit zentralem Turm und hinterem Ehrenhof. Die Gliederung erfolgt in Dreiergruppen von rundbogigen Tür- und Fenstergruppen, Rundbogenfenster befinden sich auch im Turmobergeschoß, das mit einem Fries in ein flaches Zeltdach übergeht. Daneben gibt es noch ein Stöckl und ein Schüttkasten jeweils aus dem 17. Jahrhundert, ein Verwaltungsgebäude aus dem mittleren 18. Jahrhundert, sowie ein Taubenschlag und ein Wirtschaftstrakt vom Anfang des 20. Jahrhunderts. | BDA-Hist.: Q2243675 Status: Bescheid Stand der BDA-Liste: 2025-06-30 Name: Anlage Schloss Süßenbrunn GstNr.: 70/1 Schloss Süßenbrunn |
| ja   | Datei hochladen | Süßenbrunner Pfarrkirche Allerheiligste Dreifaltigkeit HERIS-ID: 49183 Objekt-ID: 52820                                 | Süßenbrunner Platz 9 Standort KG: Süssenbrunn                                                      | Diese Kirche wurde anstelle eines älteren Kirchenbaus 1978–1980 von Johann Hoffmann und Erwin Plevan erbaut. Sie ist ein freistehender Bau mit drei diagonal aneinandergereihten Räumen unter einem markanten Tonnendach. | BDA-Hist.: Q1269415 Status: § 2a Stand der BDA-Liste: 2025-06-30 Name: Süßenbrunner Pfarrkirche Allerheiligste Dreifaltigkeit GstNr.: 370/8 Süßenbrunner Pfarrkirche |
| ja   | Datei hochladen | Figur, Guter Hirte, Lamplkreuz HERIS-ID: 65647 Objekt-ID: 78506                                                         | Weingartenallee 33, 41, 45 u. a. Standort KG: Süssenbrunn                                          | Diese Darstellung zeigt Christus als guten Hirten, der ein Lamm auf den Schultern trägt. Das Lamplkreuz stammt aus dem Jahre 1717. | BDA-Hist.: Q38111067 Status: § 2a Stand der BDA-Liste: 2025-06-30 Name: Figur, Guter Hirte, Lamplkreuz GstNr.: 153/1 |

## Ehemalige Denkmäler
| Foto |                 | Denkmal                                                                            | Standort                                       | Beschreibung | Metadaten |
| ---- | --------------- | ---------------------------------------------------------------------------------- | ---------------------------------------------- | --- | --- |
| ja   | Datei hochladen | Strandbad des Kultur- und Sportvereins der Wiener E-Werke Objekt-ID: 78275bis 2012 | Dampfschiffhaufen 10 Standort KG: Kaisermühlen | Anmerkung: Die linke Abbildung zeigt das Strandbad vom gegenüberliegenden Ufer aus gesehen.                                                      | BDA-Hist.: Q106676112 Status: § 2a Stand der BDA-Liste: 2012-06-06 Name: Strandbad des Kultur- und Sportvereins der Wiener E-Werke GstNr.: 4271/2 |
| ja   | Datei hochladen | Amtshaus Objekt-ID: 52923bis 2019                                                  | Siegesplatz 7–9 Standort KG: Aspern            | Das Gebäude diente einst als Amtshaus und als Gemeindegasthof. Danach war hier unter anderem eine Zweigstelle der Büchereien Wien untergebracht. | BDA-Hist.: Q38033519 Status: § 2a Stand der BDA-Liste: 2019-01-23 Name: Amtshaus GstNr.: 177/1 Amtshaus Siegesplatz Aspern                        |